# Ramalde
 Ramalde  es una freguesia portuguesa perteneciente al municipio de Oporto. Posee un área de 5,68 km² y una población total de 37 647 habitantes (2001).
- Datos: Q1973526
- Multimedia: Ramalde / Q1973526